# VV Corvi
Ne doit pas être confondu avec W Corvi.
Désignations
VV Corvi (abrégé comme VV Crv) est une étoile binaire de cinquième magnitude de la constellation du Corbeau. D'après la mesure de sa parallaxe annuelle par le satellite Gaia, elle est distante de ∼ 266 a.l. (∼ 81,6 pc) de la Terre. Le système se rapproche du Système solaire à une vitesse radiale de −14 km/s.

## Propriétés
VV Corvi est une binaire spectroscopique, qui boucle une orbite selon une période de 3,14 jours et avec une excentricité non-nulle de 0,085. Il s'agit également d'une binaire à éclipses de type Algol, passant de la magnitude 3,11 à 3,25 sur une période identique de 3,14 jours.
Les deux étoiles sont classées comme des naines jaunes-blanches de type spectral F5V, bien que l'étoile primaire approche de la fin de sa vie sur la séquence principale, ayant déjà commencé à se refroidir et à s'étendre. Elle est 1,98 fois plus massive, environ 18 fois plus lumineuse et 3,38 fois plus grande que le Soleil. L'étoile secondaire est quant à elle 1,51 fois plus massive, près de cinq fois plus lumineuse et 1,65 plus grande que le Soleil. Le rapport de masse entre les deux étoiles est de 0,775 ± 0,024.

## Système stellaire
Le système de VV Corvi partage un mouvement propre commun avec HR 4822, qui est distante de 5"2. Ensemble, elles forment le système stellaire désigné ADS 8627 et leur période orbitale est estimée à 4 500 ans.
HR 4822 est elle-même un système spectroscopique triple, tandis qu'une dernière étoile, désignée ADS 8627 C, et distante de 58"5, est probablement également membre du système. Si cela est bien le cas, alors le système ADS 8627 est sextuple.